# Czambel Samu
Czambel Samu (szlovákul Samuel Czambel; Zólyomlipcse, 1856. augusztus 24. – Budapest-Csillaghegy, 1909. december 18.) szlovák nyelvész, fordító, filológus.

## Élete
Az alsó gimnáziumot Selmecbányán és Rimaszombatban, a felsőt Késmárkon végezte, ahol megtanulta a lengyel nyelvet is. Egyetemi tanulmányait 1876-ban Budapesten kezdte mint jogász, de már a második évben a filológiára iratkozott be és a szláv nyelveket tanulmányozta. Ezután a bécsi (Franjo Miklošič) és a prágai egyetemek (Martin Hattala) hallgatója lett, és a budapestin filologiai tantárgyakból bölcseletdoktori oklevelet szerzett. Szláv nyelvi ismereteinek szélesítése végett beutazta, a délszláv országok kivételével, a szlávok által lakott összes országot Európában, európai Oroszországot is beleértve.
1879-től a magyar miniszterelnökség fordító osztályán volt fordító. 1881-től szlovák nyelre ültette az Országos Törvénytárból magyar törvényeket (Sbierka Krajinských Zákonov) és egyéb kormányrendeleteket. 1899-től miniszteri titkár. 1906-tól a belügyminisztériumban dolgozott, ahol a fordító részleg vezetője lett.
1887-1896 között az állami Slovenské noviny társszerkesztője volt.

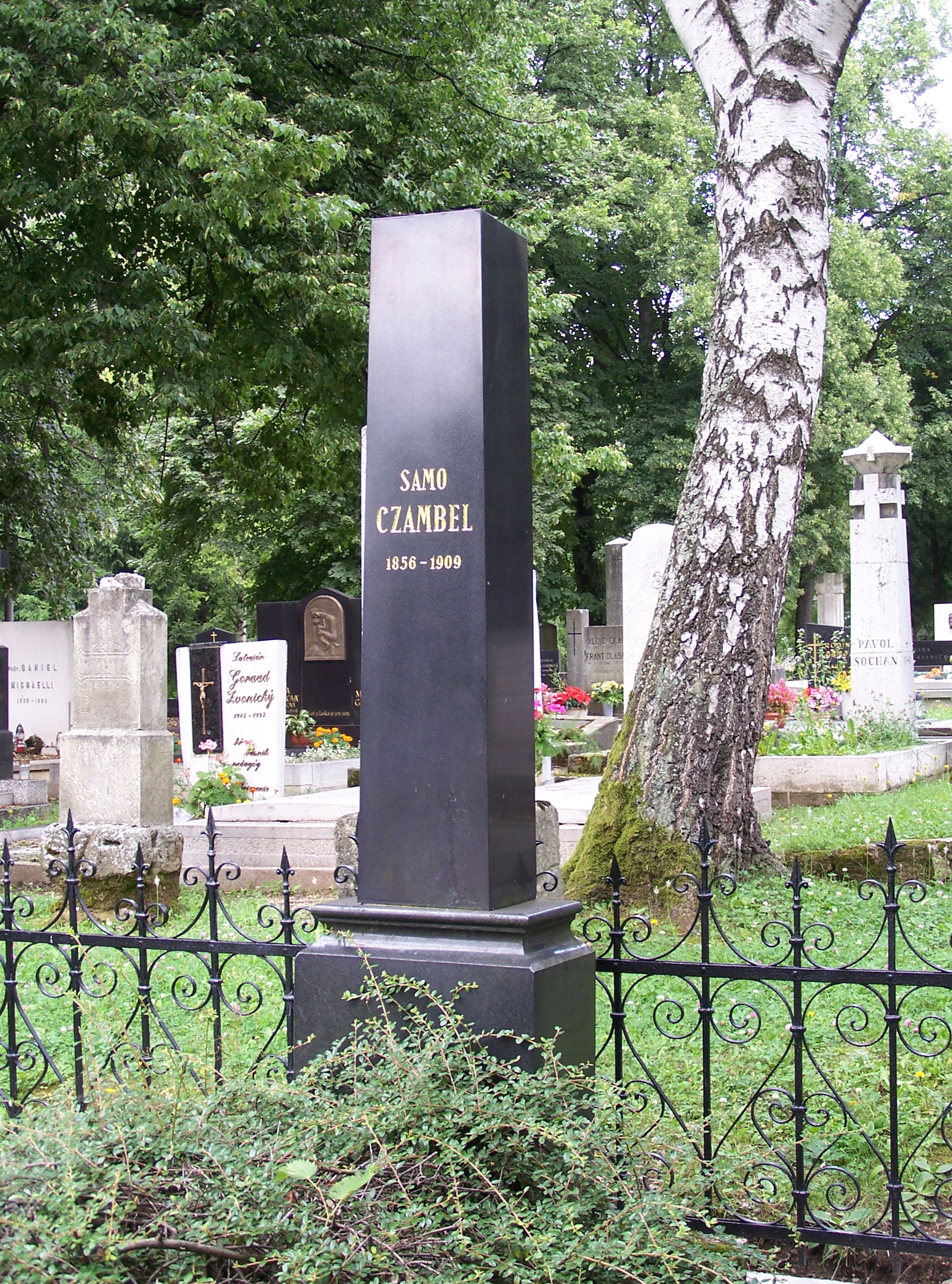
Sírja

A Magyar Néprajzi Társaság tagja volt. Turócszentmártonban a nemzeti sírkertben van eltemetve.

## Művei
- 1880 A tót hangtan. Budapest.
- 1880 A csehek és tótok irodalmi egységéről. Ellenőr 1880/361, 363.
- 1880 A cseh hirlapirodalomról. Ellenőr 1880/429.
- 1885-1886 Az irodalmi tót nyelv. Nemzet 1885–1886/ 1187, 1191, 1213.
- 1887 Príspevky k dejinám jazyka slovenského. Budapest.
- 1890 Slovenský pravopis.
- 1890 A tót népköltészeti kiadványok kritikájához. Ethnographia.
- 1891 K reči o slovenskom pravopise.
- 1891 Potreba nového slovníka slovenského a maďarského. Budapest.
- 1902/1915/1919 Rukoväť spisovnej reči slovenskej. Turč. Sv. Martin
- 1902 A tótok elcsehesítése, vagy eloroszítása. Felvidéki Híradó Túróczszentmárton 1902/2.
- 1902 A cseh-tót invázió. Felvidéki Híradó Túróczszentmárton 1902/47.
- 1902 A cseh-tót nemzetegység I-XIII. Felvidéki Nemzetőr 21.
- 1904 A cseh-tót nemzetegység múltja, jelene és jövője. Turč. Sv. Martin. (lefordították cseh nyelvre)
- 1903 Slováci a ich reč. Budapest.
- 1906 Slovenská reč a jej miesto v rodine slovanských jazykov